# Lars-Åke Joelsson
Uno Lars-Åke Joelsson, född 26 januari 1960 i Bäcke församling i Älvsborgs län, är en svensk före detta friidrottare (medeldistanslöpare). Han tävlade för Melleruds IF och Malmö AI.